# El Hajeb (provincie)
El Hajeb is een provincie, sinds 2015 in de Marokkaanse regio Fès-Meknès, daarvoor in de regio Meknès-Tafilalet.
El Hajeb telt 216.388 inwoners op een oppervlakte van 2209 km².

## Bestuurlijke indeling
De provincie is bestuurlijk als volgt ingedeeld:
| Name           | Geografische code | Type                | Huishoudens | Inwoners (2004) | Buitenlanders | Marokkanen | Opmerkingen                                                                                             |
| -------------- | ----------------- | ------------------- | ----------- | --------------- | ------------- | ---------- | --- |
| Agourai        | 171.01.01.        | Gemeente            | 2724        | 13291           | 8             | 13283      | |
| Ain Taoujdate  | 171.01.03.        | Gemeente            | 4511        | 22030           | 10            | 22020      | |
| El Hajeb       | 171.01.05.        | Gemeente            | 6025        | 27667           | 26            | 27641      | |
| Sabaa Aiyoun   | 171.01.07.        | Gemeente            | 4148        | 21513           | 2             | 21511      | |
| Ait Ouikhalfen | 171.03.01.        | Landelijke gemeente | 627         | 4303            | 1             | 4302       | |
| Ait Yaazem     | 171.03.03.        | Landelijke gemeente | 2845        | 14615           | 0             | 14615      | |
| Jahjouh        | 171.03.05.        | Landelijke gemeente | 1388        | 7689            | 1             | 7688       | 3585 inwoners woonden in het centrum, genaamd Sebt Jahjouh; 4104 inwoners woonden op het platteland.    |
| Ras Ijerri     | 171.03.07.        | Landelijke gemeente | 1094        | 6119            | 4             | 6115       | |
| Tamchachate    | 171.03.09.        | Landelijke gemeente | 648         | 4151            | 1             | 4150       | |
| Ait Boubidmane | 171.05.01.        | Landelijke gemeente | 3198        | 16359           | 3             | 16356      | 4258 inwoners woonden in het centrum, genaamd Ait Boubidmane; 12101 inwoners woonden op het platteland. |
| Ait Harz Allah | 171.05.03.        | Landelijke gemeente | 2299        | 13310           | 4             | 13306      | |
| Bitit          | 171.05.05.        | Landelijke gemeente | 1822        | 10552           | 0             | 10552      | |
| Laqsir         | 171.05.07.        | Landelijke gemeente | 5161        | 29296           | 1             | 29295      | |
| Ait Bourzouine | 171.07.01.        | Landelijke gemeente | 1530        | 8635            | 6             | 8629       | |
| Ait Naamane    | 171.07.03.        | Landelijke gemeente | 1060        | 6375            | 3             | 6372       | |
| Iqaddar        | 171.07.05.        | Landelijke gemeente | 1938        | 10483           | 4             | 10479      | |

Ben Slimane · Khouribga · Settat · El Jadida · Safi · Boulmane · Fez · Moulay Yacoub · Sefrou · Kénitra · Sidi Kacem · Casablanca · Médiouna · Mohammedia · Nouaceur · Assa-Zag · Guelmim · Tan-Tan · Tata · Boujdour · Es-Semara · Lâayoune · Al Haouz · Chichaoua · Essaouira · Kelâat Es-Sraghna · Marrakech · Al Ismaïlia · El Hajeb · Errachidia · Ifrane · Khénifra · Meknès · Berkane · Figuig · Jerada · Driouch · Nador · Oujda-Angad · Taourirt · Aousserd · Oued ed Dahab · Khémisset · Rabat · Salé · Skhirat-Témara · Agadir-Ida-Ou-Tanane · Inezgane-Aït Melloul · Chtouka-Aït Baha · Ouarzazate · Taroudant · Tiznit · Zagora · Azilal · Béni-Mellal · Chefchaouen · Fahs-Bni Mkada · Larache · Tanger-Asilah · Tétouan · Al Hoceima · Taounate · Taza